# Борисевич Катерина Анатоліївна
Катерина Анатоліївна Борисевич (біл. Кацярына Анатольеўна Барысевіч; нар. 2 квітня 1984, Старі Дороги, Мінська область, Білоруська РСР, СРСР) — білоруська журналістка. Заарештована в листопаді 2020 року у Мінську за свій репортаж про обставини смерті білоруського громадянина Романа Бондаренка, після чого «Amnesty International» визнала Катерину Борисевич в'язнем совісті.

## Біографія
Катерина народилася 2 квітня 1984 року в Старих Дорогах на Мінщині. Із золотою медаллю закінчила Пастовицьку школу Стародорозького району. Паралельно навчалася в музичній школі по класу баяна, яку також закінчила. Навчалася на факультеті журналістики Білоруського державного університету, який закінчила 2007 року за спеціальністю «теле — та радіожурналістика». Спочатку Борисевич планувала поступати до Мінського державного лінгвістичного університету, однак її мама побачила оголошення про набір до міжнародного лінгвістичного табору у Польщі від ЮНЕСКО. За підсумком Катерину відібрали в числі дев'яти школярів. А коли через місяць повернулася додому, їй запросив на зустріч журналіст районного радіо в Старих Дорогах.
У той час це була сенсація: сільська дитина потрапила до табору такого рівня. Вже після інтерв'ю редактор сказав: «У тебе так добре поставлений голос, говориш швидко, чітко, грамотно. Давай спробуєш себе на радіо». Навчаючись у 11-му класі, Катерина пішла працювати на радіо. Паралельно з цим вона готувалася до вступу в МДЛУ. Вчергове мама побачила конкурс, на цей раз газета «Перехідний вік» запропонувала читачам взяти участь у конкурсі «Абітурієнт журналістського факультету». У результаті Катерина виграла перший тур, потім третій, набравши максимальну кількість балів. Після таких успіхів вона була зарахована на перший курс факультету журналістики.
На другому курсі вона народила дитину, після чого пріоритети були розставлені на користь сім'ї. Після виходу з декретної відпустки працювала на різних радіостанціях: пробувалася на «Новому Радіо», рік провела на Першому національному каналі Білоруського радіо. Будучи ведучою передачі «Сямейнае радые. Для тых, хто дома» (з білор. — «Сімейне радіо. Для тих, хто вдома»). Після закінчення ЗВО вона влаштувалася на Європейське радіо для Білорусі. У 2008 році на радіостанції пройшов обшук. Після цього керівництво запропонувало переїхати до Варшави, однак Катерина залишилася в Мінську, влаштувавшись журналістом до «Комсомольської правди в Білорусі». У той час в редакції не було людини, яка б займалася криміналістичної хронікою. Саме тому вона вибрала правоохоронну тематику. У газеті вона пропрацювала 9 років, після чого, в січні 2017 року, влаштувалася в інформаційно-сервісний інтернет-портал TUT.BY, де і донині працює.
8 грудня 2020 року була номінована на звання «Журналіст року — 2020» за версією правозахисного співтовариства. 10 грудня на онлайн-церемонії вручення Національної премії правозахисного співтовариства була названа «Журналістом року».
9 квітня 2021 року стала лауреаткою премії «Гонар журналістыкі» (укр. Честь журналістики) імені Олеся Ліпая.
14 липня 2021 року стала лауреаткою Міжнародної премії за свободу преси від Комітету захисту журналістів.
12 серпня 2021 року була названа лауреаткою Премії імені Герда Буцеріуса «Вільна преса Східної Європи».

## Робота на TUT.BY
Катерина багато пише про суди та кримінальні справи. Саме її увага і наполегливість дозволили не замовчати історію головного інженера Мінського заводу колісних тягачів Андрія Головача, якому довелося провести за ґратами 50 місяців. Вона висвітлювала суд по справі загиблого рядового Коржича, ситуацію навколо магазину «Symbal.by». Катерина — один з авторів проєкту правового TUT.BY «Якщо до вас прийшли», а також спеціального проєкту, присвяченого 20-річчю трагедії на Немізі. В одній зі своїх статей вона розповіла про події вечора 11 листопада на «Площі Змін», коли був побитий Роман Бондаренко, говорила з очевидцями, підтримувала зв'язок з рідними загиблого.

## Кримінальне переслідування
19 листопада 2020 року Катерина вийшла з дому до магазину. Після чого зв'язок з нею обірвався. Незабаром Катерина в супроводі силовиків повернулася додому. Менше ніж через годину журналістку відвезли невідомі в масках. Її дочка розповіла, що у квартирі пройшов обшук, забрали ноутбук. Пізніше стало відомо, що Катерину відвезли до СІЗО КДБ. На відео, яке розміщене в телеграм-каналі Білоруської асоціації журналістів, видно, як вона виходить з під'їзду свого будинку в Мінську в супроводі людей у цивільному одязі і сідає до мікроавтобусу.
Пізніше Генеральна прокуратура порушила кримінальну справу за фактом розголошення лікарської таємниці, що спричинило тяжкі наслідки (стаття 178, частина 3). Мова йде про стан загиблого Романа Бондаренка. Катерина була автором статті, де вказувалося, що в його крові не було алкоголю. Родичі Романа претензій до ЗМІ та медичного персоналу не висловлювали. Його мати дала згоду на розповсюдження інформації про стан сина. Слідство взяло з адвокатів підписку про нерозголошення.
24 листопада правозахисна організація «Amnesty International» визнала Катерину Борисевич в'язнем совісті у справі Бондаренко. В цей же день спільною заявою десяти організацій, серед яких Правозахисний центр «Вясна», Білоруська асоціація журналістів, Білоруський Гельсінський комітет, вона також була визнана політичною ув'язненою разом з Катериною Андрєєвою та Дариною Чульцовою. Заступник голови Білоруської асоціації журналістів Борис Горецький сказав, що влада бореться не з проблемою, а зі ЗМІ: «Вони думають, що якщо преса не буде писати про Бондаренко, то люди не дізнаються про це. Вони, звичайно ж, всі дізнаються, але ЗМІ все одно потрапляють під удар».
27 листопада стало відомо, що Катерину перевели до СІЗО-1 міста Мінська.
9 грудня суд Центрального району Мінська розглянув скаргу захисника Катерини Борисевич на взяття її під варту. Суддя Тетяна Оковита постановила залишити скаргу без задоволення. Розгляд скарги проходив у закритому режимі. Публічно було оголошено лише рішення. Саму ж Катерину до суду не доставили і навіть не підключили по відеозв'язку на час його проголошення. Захист просив обрати запобіжний захід, не пов'язаний із взяттям під варту. Генеральний директор TUT.BY Людмила Чекіна і адвокат Дмитро Горячко направили до суду клопотання, в якому вказували, що готові дати особисту поруку Катерині про те, що вона, перебуваючи на волі, не буде перешкоджати слідству. Однак суддя залишила скаргу без задоволення.
16 грудня шефство над політичною ув'язненою взяв Джем Оздемір, депутат Бундестагу.

## Судовий процес
Розгляд кримінальної справи стосовно Катерини Борисевич та анестезіолога-реаніматолога Артема Сорокіна розпочався 19 лютого 2021 року в суді Московського району міста Мінська.
Державним обвинувачем по справі виступила прокурор Людмила Іваненко, суддя — Світлана Бондаренко. Суд, відразу ж, за клопотанням сторони обвинувачення, вирішив зробити процес закритим, хоча адвокати обвинувачених просили про зворотне «щоб суспільство знало, за що судять журналіста і лікаря».
Співробітники міліції у формі та люди у штатському кожного дня охороняли закритий зал засідань. Крім того, журналісти ряду незалежних ЗМІ не були допущені на перше і останнє засідання, які все ж були відкриті для публіки. Прес-служба Верховного суду відмовила їм у цьому, посилаючись на брак місць в залі і несприятливу епідеміологічну обстановку через COVID-19.
Крім того, на процес не змогли потрапити ще більше сотні людей, включаючи колег обвинуваченого медика. Один з них заявив журналістам: «Розголошення таємниці не було, оскільки спочатку ця інформація з'явилася в якомусь із телеграм-каналів. Не знаємо, на чому ґрунтується обвинувачення. Артем констатував факт, який з дозволу родичів був опублікований. У цій історії немає потерпілої сторони — єю з якоїсь причини стала держава. Артем просто виявився крайнім, він постфактум міг підтвердити результати лабораторних аналізів. Ми вважаємо, це показна справа, аби медики мовчали».
У перший же день процесу була допитана Олена Бондаренко, мати Романа Бондаренка. Також свідчення дали лікарі мінської лікарні швидкої медичної допомоги, чиї імена були вказані в історії хвороби Романа Бондаренко.
На третій день процесу була запрошена свідчити Ольга Кучеренко, двоюрідна сестра Романа. Вона повідомила журналістам, що весь час, поки Роман знаходився в лікарні, його сім'я публічно розповідала про його стан. За її словами, особисто Олена Бондаренко, мати Романа, дала дозвіл рідним поширювати ці відомості в ЗМІ — такий же дозвіл Катерина Борисевич особисто отримала від Ольги Кучеренко перед публікацією статті про "нуль проміле в крові Бондаренка. «Вона отримала від мене офіційний дозвіл публікувати цю інформацію. Тітка неодноразово повторювала, що не збирається тримати це в таємниці», — заявила дівчина перед допитом у суді.
Крім того, були допитані колеги Катерини Борисевич та дівчина, яка знаходилася поруч з Бондаренком ввечері 11 листопада до моменту його затримання невідомими на «Площі Змін». Вона вказала, що той був тверезий, «ніякого запаху не було, це було б помітно». Головний редактор порталу TUT.BY Марина Золотова перед допитом на судовому процесі заявила, що у справі Катерини Борисевич та Артема Сорокіна «немає складу злочину, і це абсолютно політичний процес».
В окремому матеріалі редакція порталу TUT.BY розповіла, як Катерина Борисевич готувала матеріал про «нуль проміле». «По суті, нашу колегу судять за те, що вона перевіряла і збирала інформацію — це кожен день роблять всі журналісти», — зазначила редакція.
2 березня 2021 року суд Московського району міста Мінська оголосив вирок: Катерину Борисевич визнали винною у підбурюванні до розголошення лікарської таємниці і засудили до 6 місяців колонії, а також штрафу в 100 базових величин. Лікар Артем Сорокін був визнаний винним у розголошенні лікарської таємниці журналістці і засуджений до 2 років позбавлення волі з відстрочкою виконання покарання на 1 рік, а також штрафу в 50 базових величин. Після оголошення вироку його випустили з-під варти.
З урахуванням перерви в процесі з 25 лютого по 2 березня розгляд справи зайняв шість днів. На оголошення вироку були допущені тільки родичі обвинувачених і акредитовані представники державних ЗМІ.
20 квітня 2021 року суд міста Мінська залишив чинним вирок.
Катерина Борисевич вийшла на волю у травні 2021 року.

## Оцінки
Представниця ОБСЄ з питань свободи ЗМІ Тереза Рібейро на своїй сторінці у Twitter назвала судовий вирок Катерині Борисевич черговим ударом по свободі ЗМІ: «Я засмучена рішенням суду, який присудив журналістці TUT.BY Катерині Борисевич 6 місяців позбавлення волі. Це — ще один удар по свободі ЗМІ у Білорусі».
Уляна Бобоєд, редактор TUT.BY, зазначала, що Катерина Борисевич «дуже досвідчений журналіст», завжди акуратна у висловлюваннях і добре знає білоруські закони, чиї матеріали часто змінювали долі людей. Її колега по сайту Адарья Гуштин оцінювала Борисевич, з якою вона вперше познайомилася за більш ніж 10 років до арешту, працюючи судовим репортером в іншому ЗМІ, як «великого професіонала», що пише об'ємні тексти з гранично точними формулюваннями. За словами Гуштин, Генеральна прокуратура дуже високо оцінювала її роботу і нагороджувала її за це, крім того, за свою професійну діяльність Борисевич також преміювалась Слідчим комітетом, МВС, МНС та нотаріатом.
«Безцінне, що відважні журналісти, такі як Катерина Борисевич, розкривають правду», — прокоментував взяття шефства над однією «з багатьох вражаючих жінок, що сприяли змінам у Білорусі», Джем Оздемір.
У відкритій заяві редакції TUT.BY від 2 березня 2021 року вирок Борисевич був названий незаконним і несправедливим, «помстою їй персонально за її роботу і спробою чинити тиск на TUT.BY та інші незалежні медіа», у той час як всі журналісти, редактори і співробітники сайту підписалися під тим, щоб Катерина Борисевич була негайно звільнена. З критикою судового рішення також виступили представники Спілки журналістів Німеччини, «Репортерів без кордонів», Джем Оздемір. Світлана Тихановская назвала судові рішення стосовно лікаря і журналістки доказом того, що «для режиму правда стала кримінально караним злочином», вторила їй і капітан жіночої збірної Білорусі з баскетболу Катерина Снитіна. Білоруська асоціація журналістів також засудила тюремний вирок стосовно Катерини Борисевич за її роботу.
Міс Білорусь, журналіст за освітою Ольга Хижінкова прокоментувала рішення суду: «Радію щодо „м'якого“ вироку для зовсім невинних людей. Що це не п'ять, не десять років колонії. Ось до чого ми дожилися».
Європейська федерація журналістів, Комітет захисту журналістів, Міжнародний інститут преси засудили арешт і судовий вирок стосовно Борисевич.

## Нагороди
Відзначена професійними нагородами, в тому числі від правоохоронних органів Білорусії.
- «Журналіст року» (грудень 2020).
- «Гонар журналістыкі» імені Алеся Ліпая[be] (квітень 2021).
- Міжнародна премія за свободу преси[en] (липень 2021)
- Премія імені Герда Буцеріуса «Вільна преса Східної Європи[ru]» (серпень 2021)

## Особисте життя
Виховує доньку.